# DAT

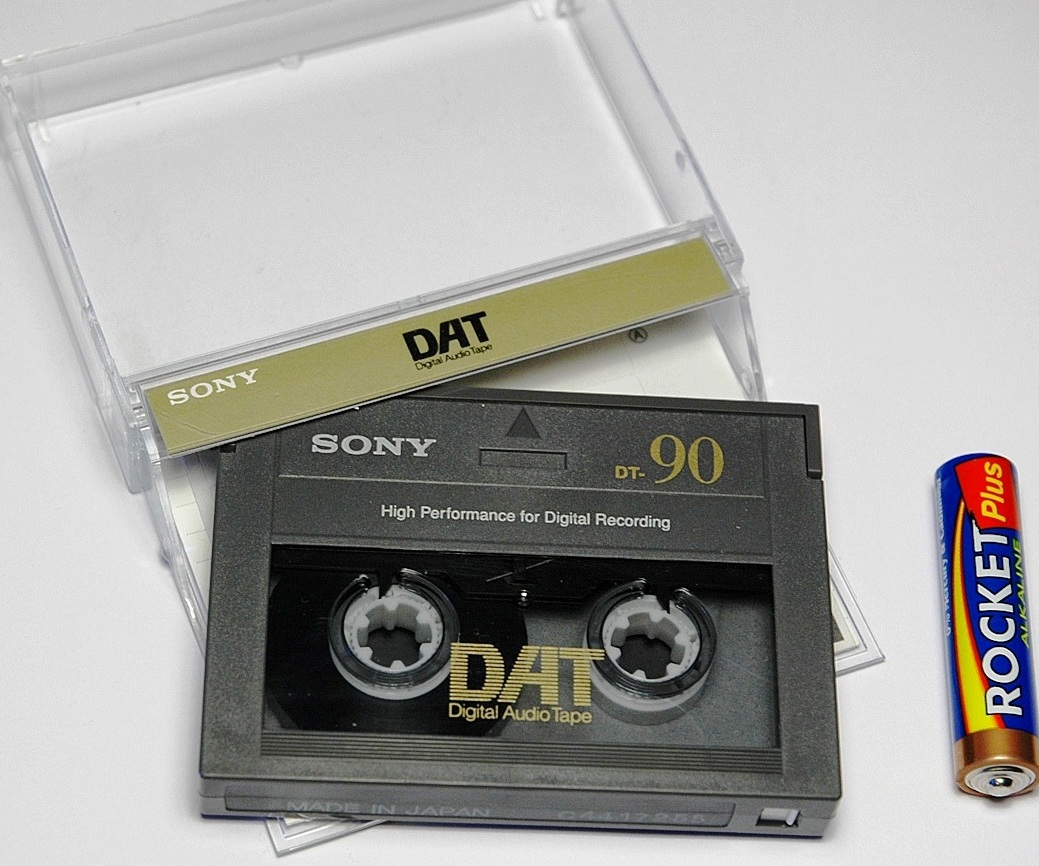
Cinta d'Àudio Digital

DAT és l'acrònim en anglès de Digital Audio Tape. En català s'anomena Cinta d'Àudio Digital.
És una cinta magnètica utilitzada per a enregistrament de so i reproducció. La DAT es va crear per a la indústria professional durant la dècada de 1970, i va arribar al mercat de consum a la fi de la dècada de 1980. Les gravadores digitals converteixen els senyals d'àudio a dades digitals en la cinta magnètica per mitjà d'un microprocessador (un convertidor analògic-digital) el qual converteix de nou les dades en senyals sonors analògics (mitjançant un convertidor digital-analògic), per a la seva reproducció en l'amplificador de qualsevol sistema de so estereofònic. En els enregistraments digitals les ones de so se sotmeten a mostreig diversos milers de vegades per segon, i es transformen en una sèrie de polsos que corresponen a una configuració de nombres binaris que es graven en cinta (o en disc òptic).
Els equips digitals d'enregistrament/reproducció van fer la seva aparició a principis de la dècada de 1980 en forma d'adaptadors de modulació mitjançant codis de polsos (PCM), per als equips domèstics de vídeo. Els enregistraments digitals proporcionen una reproducció del so amb major fidelitat —major gamma dinàmica i resposta en freqüència, i menor distorsió— que les tècniques analògiques convencionals.
L'últim obstacle per a la comercialització de les cintes àudio digitals per a l'ús domèstic —la possibilitat d'efectuar còpies impossibles de distingir dels enregistraments originals i protegides per drets d'autor— va quedar superat a la fi de la dècada de 1980. Els fabricants van adoptar el Serial Copy Management System (SCMS), que limita la possibilitat de duplicar còpies digitals, al mateix temps que permet la còpia digital directa i de primera generació de discos compactes i altres suports digitals (no s'imposa cap restricció a la duplicació analògica). Cap a mitjans de la dècada de 1990 els usuaris particulars disposaven de la possibilitat d'efectuar enregistraments amb qualitat CD de fins a dues hores de durada, sobre cintes no peribles i reutilitzables amb una grandària gairebé la meitat de les cintes normals d'àudio.
Avui dia existeixen dos formats de DAT:
- S-DAT (DAT de capçal estacionari)
- R-DAT (DAT de capçal rotatori).